# Dongsheng (köpinghuvudort i Kina, Hubei Sheng, lat 29,72, long 112,52)
Dongsheng (kinesiska: 东升, 东升镇) är en köpinghuvudort i Kina. Den ligger i provinsen Hubei, i den centrala delen av landet, omkring 190 kilometer sydväst om provinshuvudstaden Wuhan. Antalet invånare är 53 184. Befolkningen består av 26 215 kvinnor och 26 969 män. Barn under 15 år utgör 12,0 %, vuxna 15-64 år 77 %, och äldre över 65 år 10,0 %.
Runt Dongsheng är det tätbefolkat, med 459 invånare per kvadratkilometer. Närmaste större samhälle är Xiulin, 11,8 km väster om Dongsheng. Trakten runt Dongsheng består till största delen av jordbruksmark.
Genomsnittlig årsnederbörd är 1 609 millimeter. Den regnigaste månaden är april, med i genomsnitt 233 mm nederbörd, och den torraste är december, med 33 mm nederbörd.